# 维斯塔阿莱格里
维斯塔阿莱格里是巴西南大河州的一个市镇。总面积77.454平方公里，总人口2871人，人口密度37.1人/平方公里。